# Base aérienne 274 Limoges-Romanet
La base aérienne 274 Limoges-Romanet ou BA 274 et l'entrepôt de l'Armée de l'air no 603 ou EAA 603, est une ancienne base aérienne française utilisée par l'armée de l'air à Limoges dans le département de la Haute-Vienne.

## Histoire

### Fondation et développement
En 1939, il est décidé d'aménager des terrains pour y implanter un dépôt de matériel technique. Le choix se porte sur un site, proche de l'aérodrome de Limoges-Feytiat, où stationne déjà le groupe aérien d'observation. Les travaux commencés en juillet 1939 s'achèvent en septembre 1940. L'armée prend possession du site en 1941.
En juillet 1942, une plaque est posée à la mémoire du commandant Jean Leclère. Ce pilote, parti de Limoges pour combattre les Allemands dans les Vosges, est abattu en combat aérien aux commandes d'un Potez 63-11, le 26 mai 1940 au-dessus de Gimbrett (Bas-Rhin). En 1942, Roger Maingoutaud est nommé commandant de la BA 274 de Limoges-Romanet où il est nommé lieutenant-colonel. En 1943, le dépôt de stockage armement munitions est remplacé par le centre administratif de l'air et le groupe de sécurité aérienne. Arthur Sanfourche, travailla à la base aérienne 274 Limoges-Romanet. Seul subsiste en 1943, l'Aérodrome de Limoges-Feytiat, ouvert en 1933 par l'implication de l'aviateur Dieudonné Costes Aérodrome de Limoges-Feytiat est un centre administratif de l’air et un groupe de sécurité aérien. La quasi-totalité des personnels militaires est alors démobilisée.

### Déclin et fermeture
En 1982 et 1983, Romanet acquiert des compétences nouvelles en matière de réparation et dans le traitement des matières plastiques. Le bâtiment du commandement est dédié à Martial Valin. Natif de Limoges, il est le fondateur des forces aériennes françaises libres. Les années 1990 sont plus sombres. Une partie des ateliers techniques est transférée à Bordeaux et l'activité décline fortement. Le 22 septembre 1995, le personnel réuni dans la salle de cinéma Maryse Bastié, apprend la fermeture du site. Le conseil municipal de Limoges, durant le mandat du maire Alain Rodet, rachète la base aérienne de Romanet.

### Reconversion
La BA 274 ferme définitivement le 31 juillet 1997. Il n'existe aujourd'hui plus que quelques bâtiments militaires, cette base appartenant maintenant à la ville de Limoges.
Les discussions visant à assurer une reconversion au site sont longues[non neutre]. La ville souhaite en effet obtenir des compensations de la Défense nationale, notamment en matière d'emplois. 
Depuis le début de l'année 2007, cette ancienne base est reconvertie en zone d'activité, modifiée par la construction de bâtiments d'entreprise.
Une stèle existe en hommage au commandant Jean Leclere puis Barret de Nazaris qui était parti de Limoges en 1952 à bord de son autoplan pour tenter le record de distance en ligne droite pour avion de moins de 500 kilos. Pris dans une tempête, il s'était tué en Espagne. Cette stèle est à l'angle de la route de Toulouse et de l'avenue du Golf.
En 2018, le quotidien régional Le Populaire du Centre s'installe dans les locaux réhabilités de Romanet dans la partie qui abritait les pièces détachées de l’ancienne base aérienne.